# Feliu Ventura
Feliu Ventura (Játiva, Valencia; 13 de agosto de 1976) es un cantautor español en valenciano. 

## Biografía
Inicialmente influenciado por Raimon, uno de los máximos exponentes de la Nova Cançó, ha ido evolucionando hacia un sonido pop rock acústico donde las letras toman un papel determinante. Ha contado con la colaboración del guitarrista Borja Penalba. 
El cantautor de Játiva arma su discurso con fina ironía y con prosa elaborada. Cómplice con las víctimas de la desigualdad. Su música recorre la tradición de la riba oeste mediterránea, sin renunciar a texturas contemporáneas de corte más popular: Feliu no renuncia musicalmente al amplio legado de la Nova Cançó de los 60s pero su música es del siglo XXI.  
Fue aclamado por los lectores de la revista Enderrock, ganando todos los premios de la categoría Cançó d'autor (canción de autor) en 2006: Mejor artista, Mejor disco por «Alfabets de Futur», mejor canción por «Alacant -per interior-» y mejor concierto, por su actuación en el Auditorio de Barcelona, donde presentó su disco.
Siguiendo la estela de Ovidi Montllor, se ha mostrado a favor de la independencia de los denominados Países Catalanes.

## Discografía
- 1996. L'única diferencia
- 2000. Estels de tela
- 2003. Barricades de paper
- 2005. Que no s'apague la llum (con Lluís Llach)
- 2006. Alfabets de futur
- 2011. Música i lletra
- 2013. Vers l'infinit. 20 anys en directe
- 2014. Referents
- 2018. Sessions ferotges (Feliu Ventura & Xerramequ i Els Aborígens)
- 2019. Convocatòria
- 2022. Amics i referents. Directe al Principal